# Мортье, Антуан
Антуан Мортье (нидерл. Antoine Mortier, 2 октября 1908, Брюссель — 1999, Одергем) — бельгийский художник-абстракционист.

## Биография
- 1921 — стал учеником в мастерской декоративных украшений. Посещал курсы скульптуры в Академии изящных искусств в Брюсселе.
- 1926 — работает скорняком, посещает курсы в академии Сен-Жосс-тен-Ноде, а затем Сен-Жиль.
- 1943 — первая персональная выставка в галерее "Аполлон"
- 1946 — персональная выставка во Дворце изящных искусств Брюсселя